# Pyu
Pyu – miasto w Mjanmie, w prowincji Pegu. Według danych na rok 2014 liczyło 63 880 mieszkańców.